# Salvador Reyes

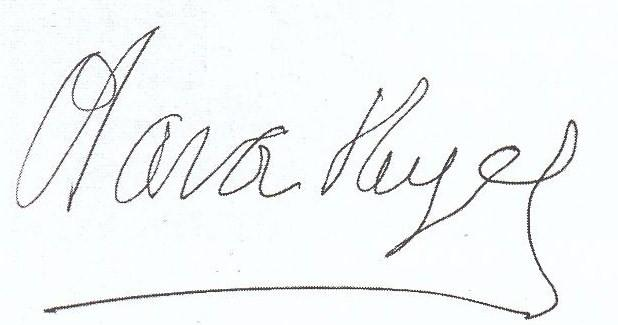
Autogramm von Salvador „Chava“ Reyes (ca. 1957)

Salvador Reyes Monteón (* 20. September 1936 in Guadalajara, Bundesstaat Jalisco; † 29. Dezember 2012 ebenda) war ein mexikanischer Fußballspieler, der zwischen 1952 und 1967 für Chivas Guadalajara spielte und Teil jener legendären Mannschaft war, die in den neun Jahren zwischen 1957 und 1965 siebenmal mexikanischer Meister wurde und den Beinamen „Campeonísimo“ erhielt. Bekannt war er auch unter seinem Spitznamen „Chava“ (Mädchen).

## Karriere
Chava Reyes war ein talentierter Offensivspieler, der auf jeder Position im Mittelfeld und Angriff einsetzbar war. Tatsächlich spielte er mal als rechter Mittelläufer und mal als Linksaußen, je nachdem, wo er gerade benötigt wurde. Seine eigentliche Stammposition war jedoch die Rolle des Mittelstürmers. Dort konnte er seine Torgefährlichkeit am besten verwirklichen, was seine insgesamt 122 Tore in der mexikanischen Liga für seinen Heimatverein Chivas Guadalajara bezeugen, dessen erfolgreichster Torschütze er bis zum heutigen Tag geblieben ist. Seinen ersten Treffer in der Punktspielrunde erzielte Reyes am 29. November 1953 in einem Ortsderby gegen den Stadtrivalen CD Oro, als ihm in der 72. Minute der Anschlusstreffer zum späteren 2:3-Endstand gelang. Wesentlich erfolgreicher verlief für „Chava“ Reyes der Start in die folgende Saison 1954/55, als er im Auftaktmatch vier Treffer zum 5:2-Sieg gegen den CF Atlante beisteuerte. Dabei gelang ihm in der ersten Halbzeit ein lupenreiner Hattrick zur 3:0-Pausenführung. Seine erfolgreichste Spielzeit war die Saison 1961/62, als er mit 21 Treffern – gleichauf mit dem Vorjahressieger Carlos Armando Lara vom CD Zacatepec – Torschützenkönig der mexikanischen Liga wurde und somit erheblichen Anteil am vierten Meistertitel der Chivasi in Folge hatte.
Reyes, eines der größten Idole in der Geschichte des Club Deportivo Guadalajara, war jedoch nicht nur der bis zu seinem Ableben erfolgreichste Torschütze seines Vereins, sondern war auch einer der überragenden Spieler seiner Zeit in Mexiko. Dies belegt auch die Tatsache, dass er – übrigens als einziger Spieler aus der Epoche des „Campeonísimo“ – dreimal (1958, 1962 und 1966) zu einer Fußball-Weltmeisterschaft berufen wurde und sämtliche WM-Spiele absolvierte.
Sein Länderspieldebüt gab Chava Reyes am 4. März 1956 gegen Peru (0:2). Seinen ersten Torerfolg im Dress der Nationalmannschaft bejubelte er am 7. April 1957 gegen die USA (6:0), als ihm gleich ein Dreierpack gelang. Insgesamt wirkte er in 48 Länderspielen mit (davon 44 in voller Länge) und erzielte 14 Tore. Nach der WM 1966 beendete er seine Nationalmannschaftskarriere und ein weiteres Jahr später verließ er seinen langjährigen Stammverein, um zunächst in den Vereinigten Staaten für die Los Angeles Toros und anschließend wieder in seiner Heimat für den CF Laguna und den San Luis FC zu spielen.
Am 20. Januar 2008 stand Reyes aufgrund seiner Verdienste um den mexikanischen Fußball im Erstligaspiel von Deportivo Guadalajara gegen die UNAM Pumas in der Startformation und führte den Anstoß aus, bevor er – noch in der ersten Spielminute – für Omar Bravo ausgewechselt wurde. Damit ist Reyes der älteste Spieler in der Fußballgeschichte, der in einer Profiliga eingesetzt wurde.

## Familie
Salvador Reyes Monteón war ein Sohn des Fußballspielers Luis Reyes Ayala, der in den 1940er Jahren ebenfalls bei Chivas Guadalajara unter Vertrag stand, sowie Vater von Salvador Luis Reyes, der 1991 mit Universidad de Guadalajara den mexikanischen Pokalwettbewerb gewann und in der Saison 1995/96 ebenfalls für Chivas spielte.

## Erfolge
- Mexikanischer Meister (7): 1957, 1959, 1960, 1961, 1962, 1964, 1965
- Mexikanischer Supercup (6): 1957, 1959, 1960, 1961, 1964, 1965
- Pokalsieger (1): 1963
- CONCACAF-Champions’-Cup-Sieger (1): 1962